# Carl Milles
Carl Milles (nato Carl Wilhelm Emil Andersson) (Lagga vicino ad Uppsala, 23 giugno 1875 – Lidingö, 19 settembre 1955) è stato uno scultore svedese.

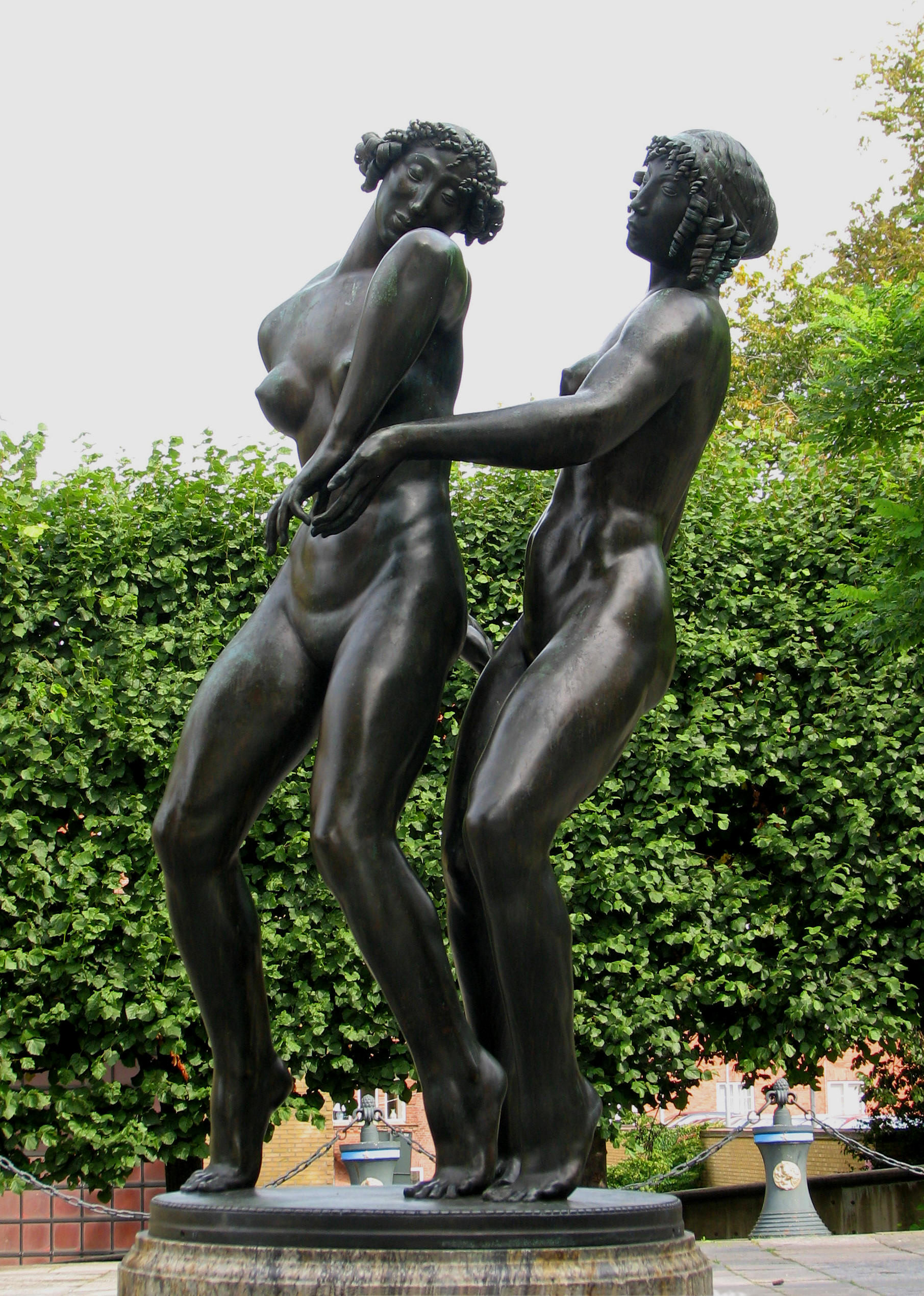
Danzatrici

Il suo stile "accademico moderno" può ricordare, pur nei diversi intenti ed aspetti contestuali, quello del suo omologo norvegese Gustav Vigeland.

## Biografia
Nato da August Emil Sebastian "Mille" Andersson (1843-1910) e Walborg Alfhild Maria Tisell (1846-1879).  Fu allievo di Rodin a Parigi (1897-1904), scolpì ritratti storici, vari monumenti a Stoccolma (monumento all'industria) ed eleganti fontane (Fontana di Orfeo) a Stoccolma e a Malmö, nei pressi della Malmö Opera. Nei primi anni del Novecento egli e sua moglie Olga fecero costruire Millesgården, villa privata di Lidingö adibita successivamente a museo.